# 海军都统
海军都统（Navarch），是赋予古希腊指挥军舰的军官的称号。它的古希腊语名为ναύαρχος，源于ναῦς（“船”）和ἀρχή（“指挥”）。在斯巴达，这是一个重要的官衔，可以指挥整只舰队。雅典也有同样称呼的军官。在马其顿和希腊化时期的各个王国，比如塞琉古王朝和托勒密王朝中，该职即为海军司令。例如在围攻提尔的时候，亚历山大大帝的称号就是马其顿舰队的海军都统。在古罗马时代，海军都统是海军一个连的指挥。
同这些称号不尽相同的是，在如俄瑞特利亚（Eretria）等城邦中，一个祭祀艾西斯（Isis）和其他埃及神祇的海事礼拜活动的主持也叫“ναύαρχος”。

## 斯巴达

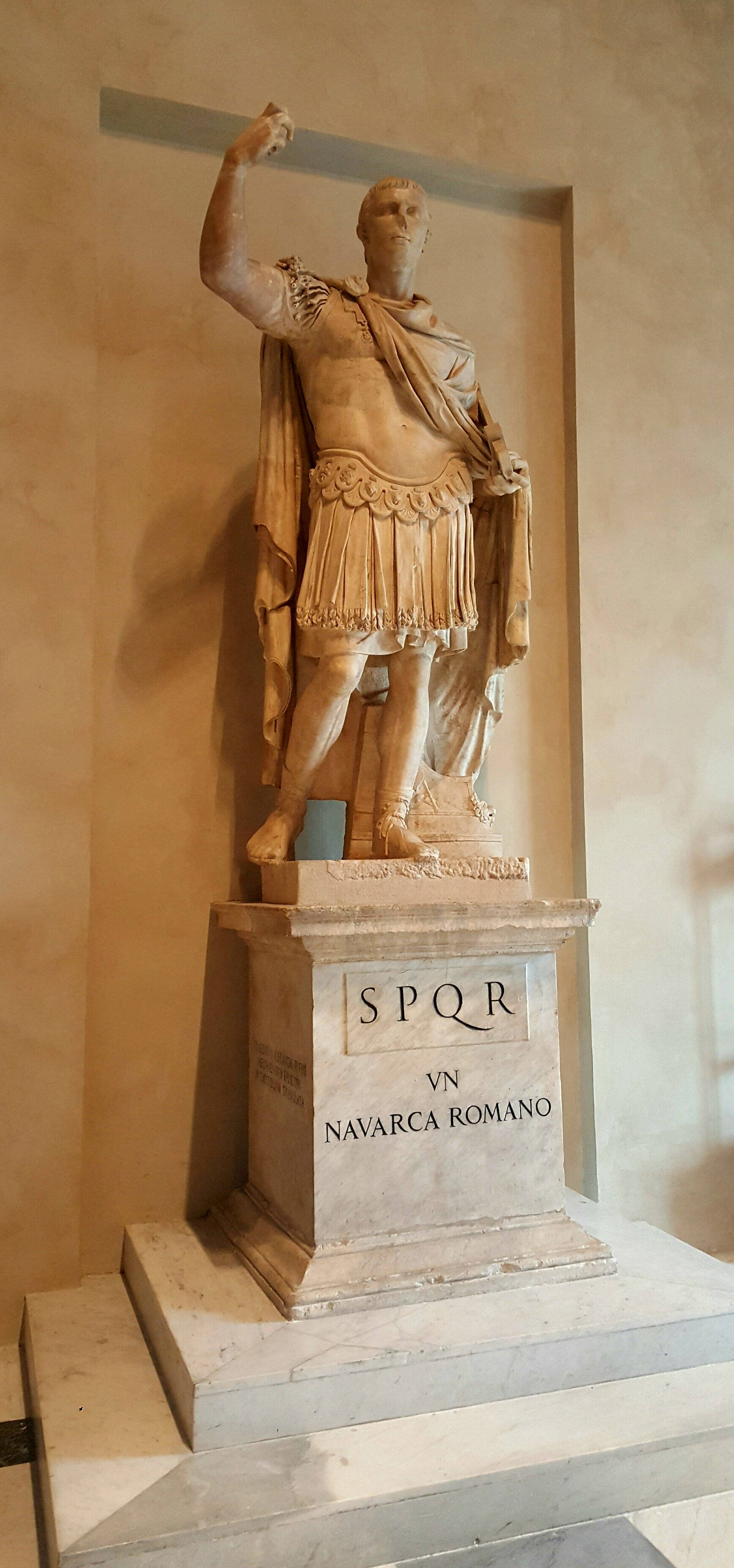
羅馬朱利奧·凱撒大廳內的羅馬海軍元帥雕像。

在斯巴达，根据吕库古的《大公约》（μεγάλη ῥήτρα / the Great Rhetra）的规定，只有国王才能掌控军队，然而他们通常无法包揽这个职责。虽然有的任务可以全权由国王委派的长官指挥，但这些都是调动兵力较少的小行动，无法应对大规模的作战。因此海军都统的职位就应运而生以缓解这种局面。
从前430年伯罗奔尼撒战争期间开始，斯巴达城邦系统地任命海军都统，人选的产生可能是通过元老院的选举，同时参考监察官（ἔφοροι）的推举，但不经过国王。该职位是年度性的，每人只能担当一次这个职务。但是存在某些折衷的方案，比如新的都统选出后并不立即上任，同时前任在事实上（de facto）留任原职。这正是前405年吕山德的情况：他被作为副指挥官派任指挥作战，而名义上的都统是阿拉科斯（Arakos）。
海军都统由监察官直接管辖，后者有权将他解职；不过通常情况下他们会派出一个参谋委员会（ξυμβουλους）。他由一个秘书（ἐπιστολεύς）辅佐，可以在他的委派下担当一部分指挥权，是他的二号指挥官，在他殉职的情况下后者还会顶替他的位置；同时还有一个三号指挥官（ἐπιϐάτης / epibatês）。
由于海军都统的这一独立于国王（最高军事统帅）的权力，亚里士多德在《政治篇》（Πολιτικα）中批评道，他们成为了“几乎另一个王权”。
希臘語羅馬化之後，nauarchus是羅馬海軍對其艦隊指揮官的稱呼。講希臘文的拜占庭人有時會用這個字來指船長； strategos或drungarios被用來指稱他們的海軍上將。

## 現代希臘
在現代希臘海軍中，návarchos是最高軍銜，相當於海軍上將。除一個以外，其餘所有旗幟等級也都是該詞的派生詞：antinávarchos（αντιναύαρχος）相當於海軍中將，yponávarchos（υποναύαρχος）等於海軍少將，而χος相當於海軍上將。希臘海岸警衛隊也採用同樣的軍階。
海軍上將軍銜僅在現役國防部總參謀長擔任海軍軍官時才可擁有，希臘海軍總參謀長退休後通常可獲得海軍中將軍銜。
在希臘君主制下，五星大元帥（αρχιναύαρχος ）軍階於 1939 年設立，相當於海軍大將或海軍上將。該軍階由在位君主當然持有，君主在陸軍和空軍中也擁有同等軍階。只有喬治二世、保羅一世和康斯坦丁二世擁有這個頭銜。